# Freja Hallberg
Freja Alexandra Hallberg, född 18 december 1984 i Umeå, är en svensk dramatiker, regissör, manusförfattare, kompositör, scenograf och teaterdirektör. Hon är en av grundarna till scenkonstkollektivet PotatoPotato och den fristående scenen Konträr i Stockholm. Hallbergs konstnärskap präglas av experimentella uttryck, kollektiv dynamik och teman som makt, skuld och existens, ofta iscensatta utan traditionell narrativ dramaturgi.

## Verk i urval
Bråk (2022–2025) -  En fyra timmar lång ensembleföreställning i två akter med bluegrassmusik om konflikter, gränsöverskridande och grupptillhörighet, skriven av Freja Hallberg tillsammans med ensemblen. Verket är en undersökning av grälets logik och njutning – en våldsam, fysisk och språkligt precis koreografi där elakheter byter ägare och lojaliteter skiftar. I en recension jämförs verket med Ingmar Bergmans Scener ur ett äktenskap, med tillägget att Bråk är ”en hyllning till det tarvligaste i oss och ändå det mest uppfriskande jag sett på länge”
Baywatch (2022-2023) En improviserad tvåtimmarsduett mellan två inoljade badvakter i varsitt torn på en strand. Skådespelarna samtalar utan manus om barndom, begär och ADHD, medan publiken svettas i solstolar under värmelampor. Ett verk om samtalet som konstform – ömt, osminkat, generande. Sydsvenskan jämförde upplevelsen med att tjuvlyssna på ett förbjudet samtal.
Monolog för telefon (2022) -  Ett omfattande scenkonstverk skapat exklusivt för Sveriges riksdagsledamöter, där 349 skådespelare under en dag ringde upp samtliga ledamöter och framförde en specialskriven monolog. Verket undersökte medborgarens tillgång till de folkvalda genom direktkontakt – och utgjorde samtidigt den största ensemblen i svensk teaterhistoria.
Fem Musor (2018) - Ett verk av PotatoPotato som utgick från transkriberade ledningsmöten och framfördes av manliga skådespelare. Föreställningen skapades till kollektivets tioårsjubileum, nominerades till Nöjesguidens Malmöpris och vann Årets brott på Scenkonstgalan.
Det lite billigare lite sämre bröllopet (2010) - Ett massbröllop där 20 främlingar lottades ihop i par och gifte sig på Moriskan i Malmö, samma dag som kronprinsessan Victorias bröllop. Verket väckte stor uppmärksamhet och syftade till att ställa frågor om äktenskap, normer och representation.

## Kulturpolitiskt engagemang
Hallberg är en aktiv röst i den kulturpolitiska debatten. I debattartikeln "Rusta upp kulturen – inför RIT‑avdrag", publicerad i Dagens Nyheter 2025, föreslog ett reformerat kulturstödsystem och stärkt infrastruktur för det fria konstfältet. I december 2024 initierade hon en manifestation i Sveriges riksdag tillsammans med över 150 fria kulturaktörer, med budskapet "Om vi ska ha svensk kultur, så behöver vi satsa på den." 

## Tidigare uppdrag
Hallberg har arbetat som manusförfattare på Sveriges Radio P3 och varit programledare för humorprogrammen Pang Prego 2007 och Kompisar från förr 2009. Som frilansande regissör har hon bland annat arbetat för Ung Scen Öst, Sveriges Radio Drama och Norrbottensteatern.

## Utmärkelser
2022 Sydsvenskans Kulturpris.